# Ford Taurus X
Ford Taurus X (укр. Форд Тоурус Ікс) — 6-7-місний повнорозмірний кросовер, що випускався компанією Ford Motor Company в США. 

## Опис
Спочатку він був представлений в 2005 році, як Ford Freestyle, а потім перейменований в Taurus X в 2008 модельному році. У лінійці Ford цей автомобіль замінив універсал Ford Taurus. У 2009 році він зайняв нішу між Ford Edge і Ford Explorer, і за іронією долі був конкурентом Ford Flex, на платформі якого він побудований. 
Модель продавалася в Сполучених Штатах і Канаді, а також Південній Кореї, Пуерто-Рико, Віргінських островах та Гуамі. 27 лютого 2009 року випуск Taurus X був припинений. 
З 2011 року Ford Explorer є наступником Taurus X.

## Двигуни

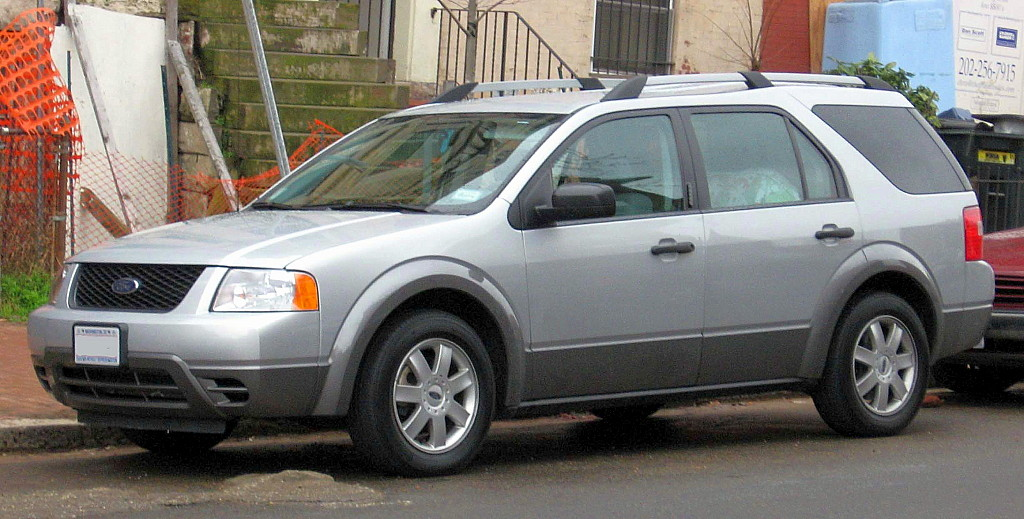
Ford Freestyle

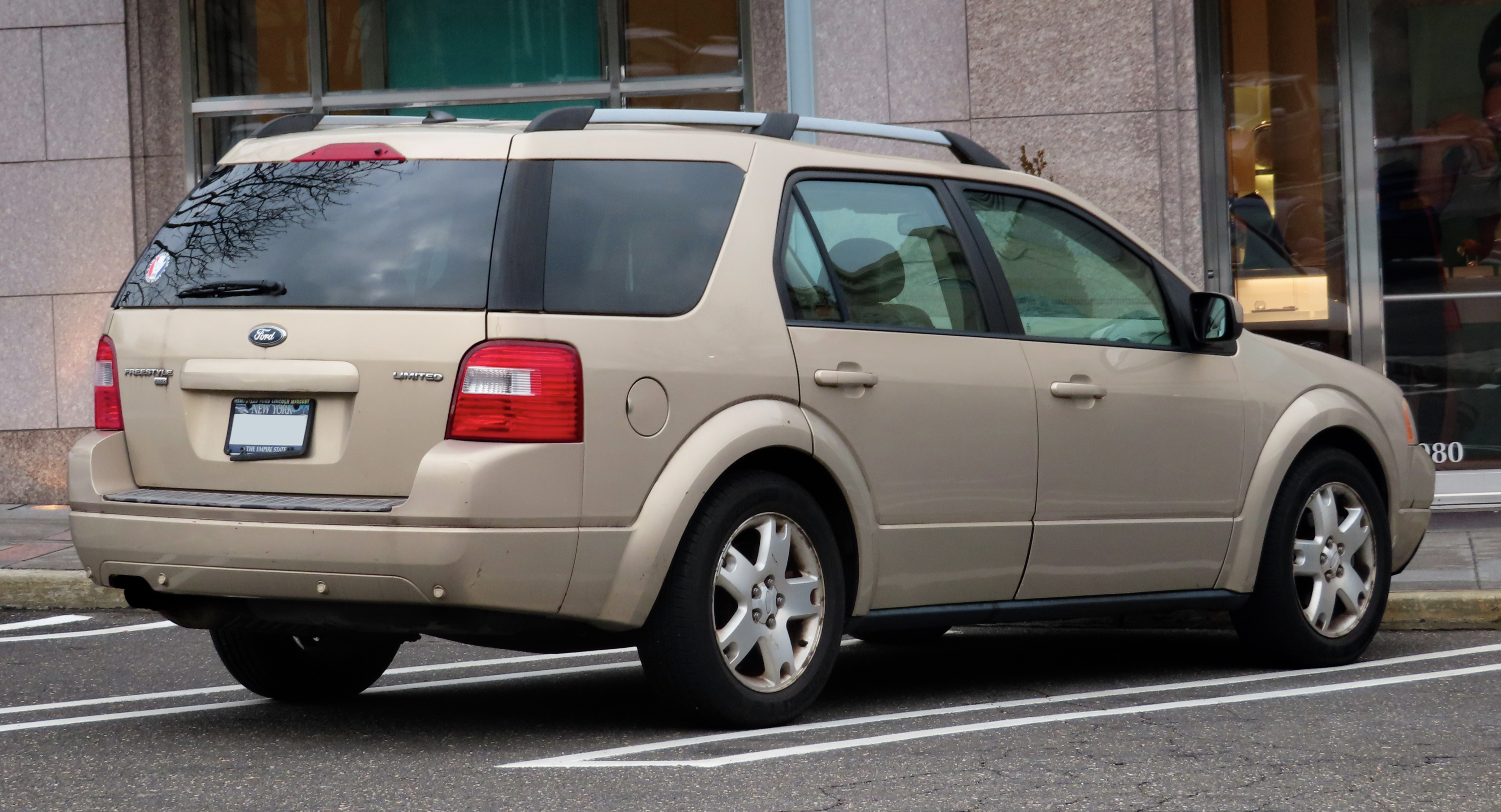

- 3,0 л (2967 см3) Duratec 30 V6 203 к.с. (151 кВт)
- 3,5 л (3496 см3) Duratec 35 V6 263 к.с. (196 кВт)

## Продажі
| Рік  | США                                |
| ---- | ---------------------------------- |
| 2004 | Freestyle: 8,509                   |
| 2005 | Freestyle: 76,739                  |
| 2006 | Freestyle: 58,602                  |
| 2007 | Freestyle: 23,765 Taurus X: 18,345 |
| 2008 | Taurus X: 23,112                   |
| 2009 | Taurus X: 6,106                    |